# Yoshihito
Yoshihito (jap. 嘉仁, pośmiertnie cesarz Taishō, jap. 大正天皇 Taishō tennō) (ur. 31 sierpnia 1879, zm. 25 grudnia 1926) – 123. cesarz Japonii, panował w latach 1912–1926 (od 1921 roku regentem był jego syn Hirohito, późniejszy następca). W młodości nosił tytuł Haru no Miya (jap. 明宮). Wraz z jego wstąpieniem na tron przyjęto nową nazwę dla okresu jego panowania – Taishō. Nazwa ery staje się pośmiertnym imieniem cesarza. Wprowadził monogamię do nowożytnego systemu cesarskiego.
Syn cesarza Mutsuhito, od 1887 roku nosił oficjalnie tytuł następcy tronu. Przez całe życie nie cieszył się dobrym zdrowiem zarówno fizycznym, jak i psychicznym, prawdopodobnie pod wpływem przebytego w dzieciństwie zapalenia opon mózgowych. Do historii przeszło jedno z jego nielicznych wystąpień publicznych, uroczyste otwarcie parlamentu w 1913 roku, kiedy zamiast przemawiać rozglądał się po izbie przez zwiniętą w rulon kartę z przygotowaną mową.
Od 1919 roku nie pokazywał się publicznie, a wkrótce jego obowiązki przejął jako regent najstarszy syn, Hirohito.
Z małżeństwa z księżniczką Sadako (1884–1951) miał czterech synów.
Otrzymał zagraniczne odznaczenia, w tym m.in.: brytyjski Order Łaźni, polski Order Orła Białego (1923), duński Order Słonia, bawarski Order Świętego Huberta oraz japońskie: Order Chryzantemy i Order Wschodzącego Słońca, a także honorowy stopień brytyjskiego marszałka polnego.

## Życiorys

### Wczesne dzieciństwo
Cesarz Taishō urodził się w Tokio 31 sierpnia 1879 roku. Jego matką była konkubina cesarza Meiji – Naruko Yanagihara. Po urodzeniu nadano mu imię i tytuł: Yoshihito Haru no Miya. Dziecko było zdrowe. Nadworny lekarz Sōhaku Asada obecny przy porodzie odnotował jedynie egzemę, która z czasem zniknęła. W młodości wpajano mu, iż jego matką jest cesarzowa Shōken, co było powodem przeżytej traumy w momencie, gdy poznał prawdę.

### Młodość
Zgodnie z tradycją rodziny cesarskiej, po urodzeniu został oddany pod opiekę Tadayasu Nakayamie, wysokiej rangi dworzaninowi. Gdy w marcu 1885 r. Yoshihito powrócił na dwór cesarski większość młodszego rodzeństwa cesarza już nie żyła. Nie miał także styczności z dziećmi zbliżonymi do niego wiekiem.
31 sierpnia 1887 roku na swoje ósme urodziny został adoptowany przez cesarzową i uzyskał prawo dziedziczenia tronu. We wrześniu tego samego roku został uczniem elitarnej szkoły Gakushūin. Zarówno rygor, jak i wysokie wymagania, którym nie był w stanie sprostać, były powodem powtarzania przez niego roku nauki. Od 1889 roku coroczne wyjazdy rekreacyjne do Atami stały się zwyczajem późniejszego cesarza.
W 1889 roku odbyła się ceremonia mianowania Yoshihito następcą tronu. W szkole nie było większej poprawy. Z jednej strony zauważalny był postęp w jeździectwie, z drugiej natomiast uwidaczniały się problemy z przedmiotami wymagającymi abstrakcyjnego myślenia. W 1894 roku z powodu słabego stanu zdrowia nauka stała się dla niego uciążliwa, przez co opuścił szkołę. Ciąg dalszy jego edukacji odbywał się w pałacu Akasaka, gdzie był kształcony przez prywatnych nauczycieli. Najważniejszymi przedmiotami księcia były: język ojczysty, język francuski i kanbun. Szczególnym zainteresowaniem darzył kanbun, wykładany przez Ōkō Kawadę. Od tego czasu stał się on jego hobby. Tok nauczania był niezwykle rygorystyczny i intensywny.

### Małżeństwo i podróże

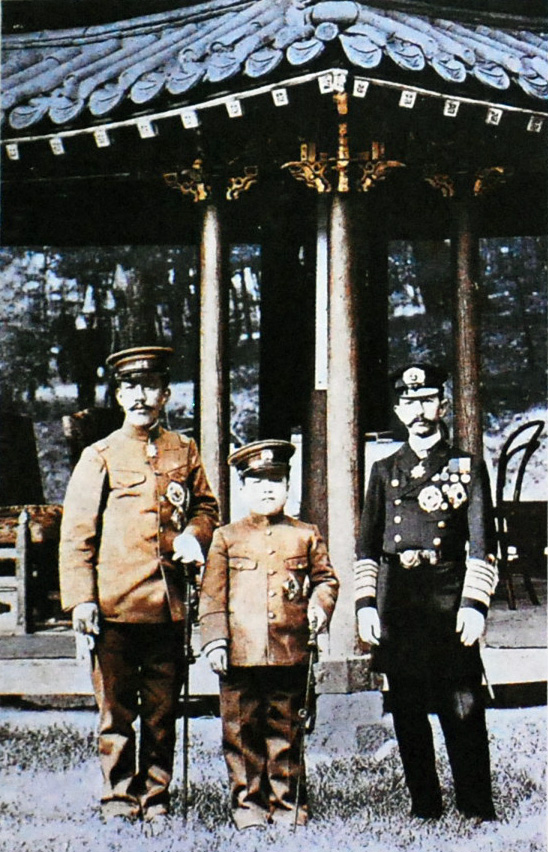
Hanseong (dzisiejszy Seul), 1907 r. Od lewej: książę Yoshihito, książę Euimin, Takehito Arisugawa

10 maja 1900 roku Yoshihito poślubił Sadako Kujō. W tym czasie miała ona 15 lat. Ceremonia odbyła się w przyspieszonym terminie ze względu na słaby stan zdrowia Yoshihito. Po ślubie zdrowie księcia uległo poprawie, dzięki czemu mógł podróżować po Japonii. Zwiedził cały kraj z wyjątkiem prefektury Okinawa. Podczas podróży zajmował się tworzeniem poezji chińskiej (kanshi). Różniło go to od ojca, cesarza Meiji, który preferował poezję japońską (waka).
W 1907 r. Yoshihito złożył wizytę cesarzowi Sunjongowi i księciu Euiminowi (Yi Un) w Cesarstwie Koreańskim. Mimo że Cesarstwo Koreańskie było pod protektoratem Japonii, uznaje się, że Yoshihito był pierwszym księciem Japonii, który odbył podróż zagraniczną. Książę Euimin wywarł bardzo pozytywne wrażenie na przyszłym cesarzu Japonii, co stało się powodem rozpoczęcia przez niego nauki języka koreańskiego.

### Intronizacja
W dniu 30 lipca 1912 roku zmarł cesarz Meiji i jego następcą został Yoshihito. Nastąpiła era Taishō. Trzy lata później, w 1915 roku odbyła się ceremonia intronizacji w Pałacu Cesarskim w Kioto, podczas której stwierdzono pogorszenie stanu zdrowia psychicznego cesarza. Powodem była nagła zmiana otoczenia i nadmiar stresu związanego z pełnioną funkcją.
W tym czasie służba w domu rodziny cesarskiej została wysłana na urlop, a cesarz nabierał sił pływając jachtem, jeżdżąc konno i tworząc wiersze w stylu chińskim. Gdy Japonia przystąpiła do I wojny światowej, swoboda cesarza została ograniczona.

### Śmierć cesarza

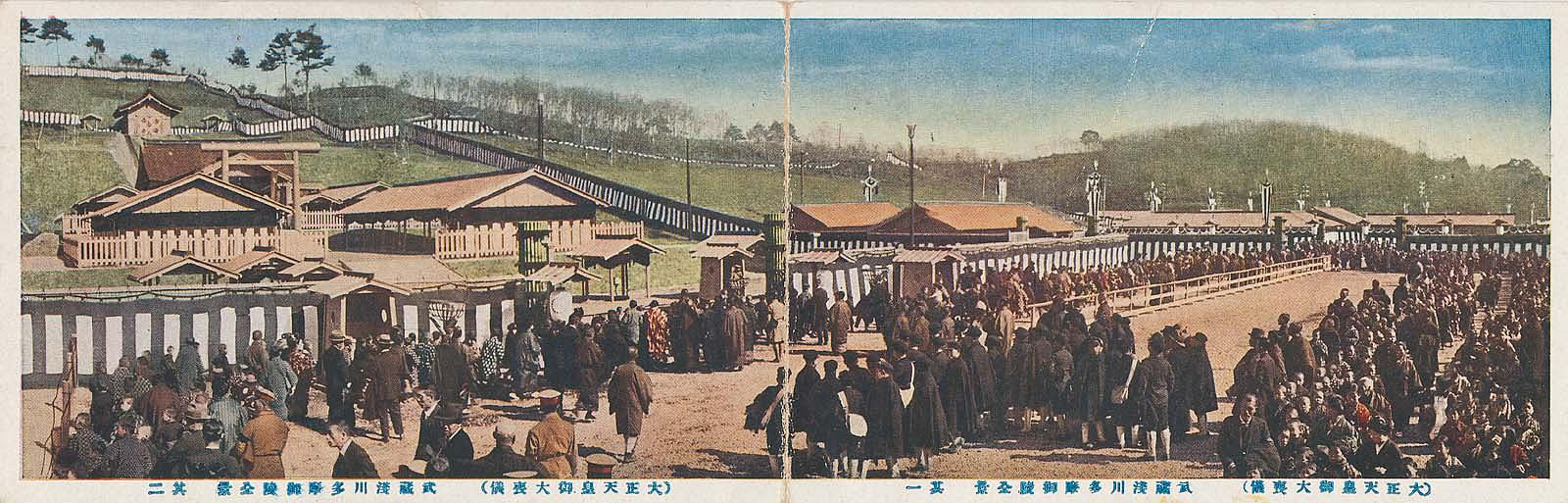
Pogrzeb cesarza Taishō w Tokio

Od około 1917 r. stan zdrowia cesarza ulegał stałemu pogorszeniu, przez co zaczął on wycofywać się z życia publicznego, a od 1919 roku zaprzestał wydawania uroczystych przyjęć i odczytywania rozporządzeń.
W dniu 21 listopada 1921 r. 20-letni książę Hirohito objął urząd regenta, a cesarz Taishō wycofał się z pełnienia funkcji oficjalnych. Do publicznej wiadomości przekazano "Księgę o stanie zdrowia Jego Cesarskiej Mości". Z tego powodu w następnych latach był on nazywany "chorowitym cesarzem".
W kolejnych latach próbowano ratować zdrowie cesarza poprzez zmianę klimatu. Jednakże w listopadzie 1926 roku nastąpiło gwałtowne pogorszenie i 25 grudnia tego samego roku o godzinie 1:25 w nocy, podczas pobytu w swojej rezydencji w mieście Hayama, cesarz Taishō zmarł. Przeżył 47 lat.
Otrzymał imię pośmiertne Taishō 8 lutego 1927 roku. Jako pierwszy cesarz został pochowany w Tokio.

## Dzieci cesarza

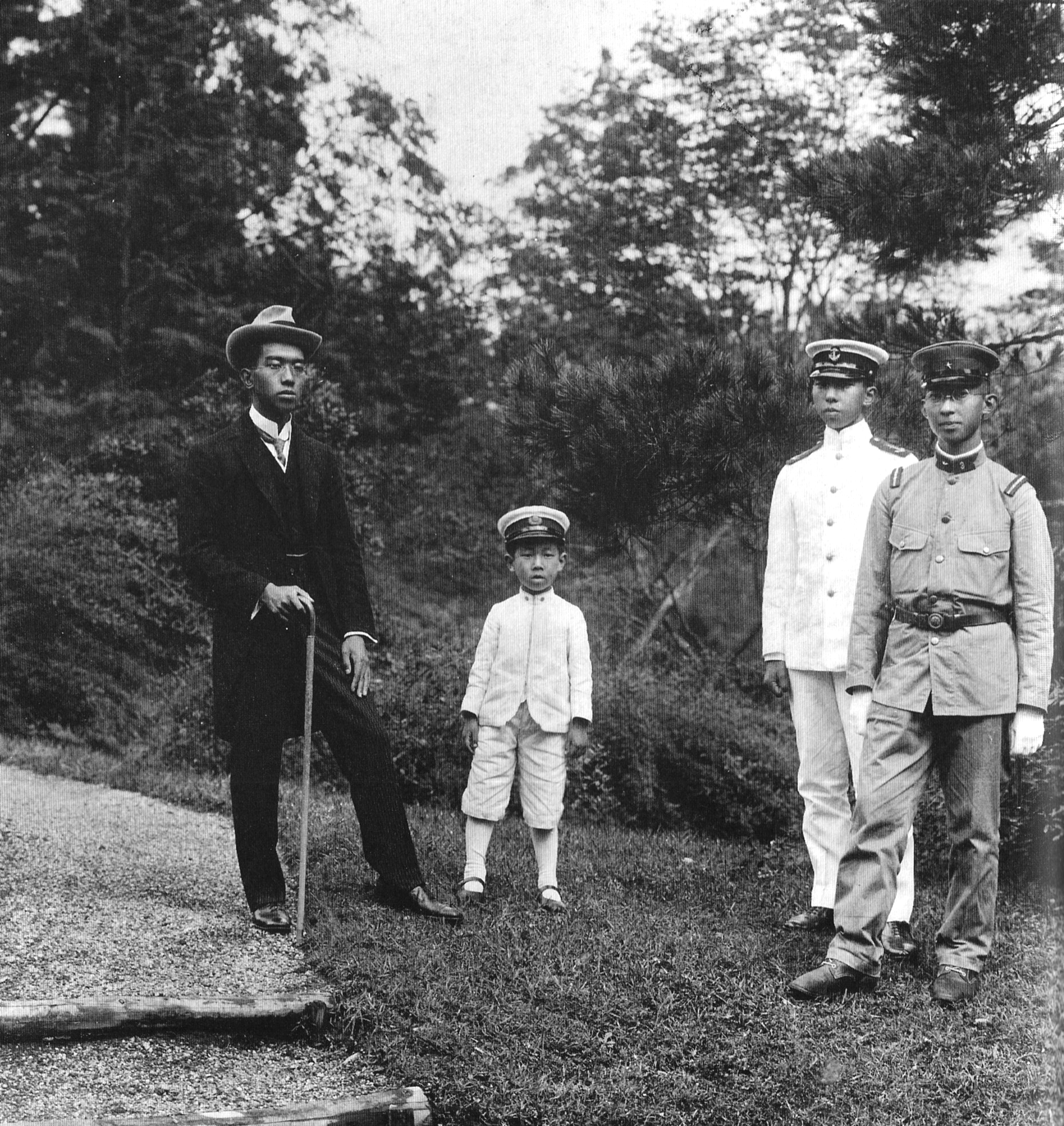
Synowie cesarza Taishō. Od lewej: Hirohito, Takahito, Nobuhito, Yasuhito

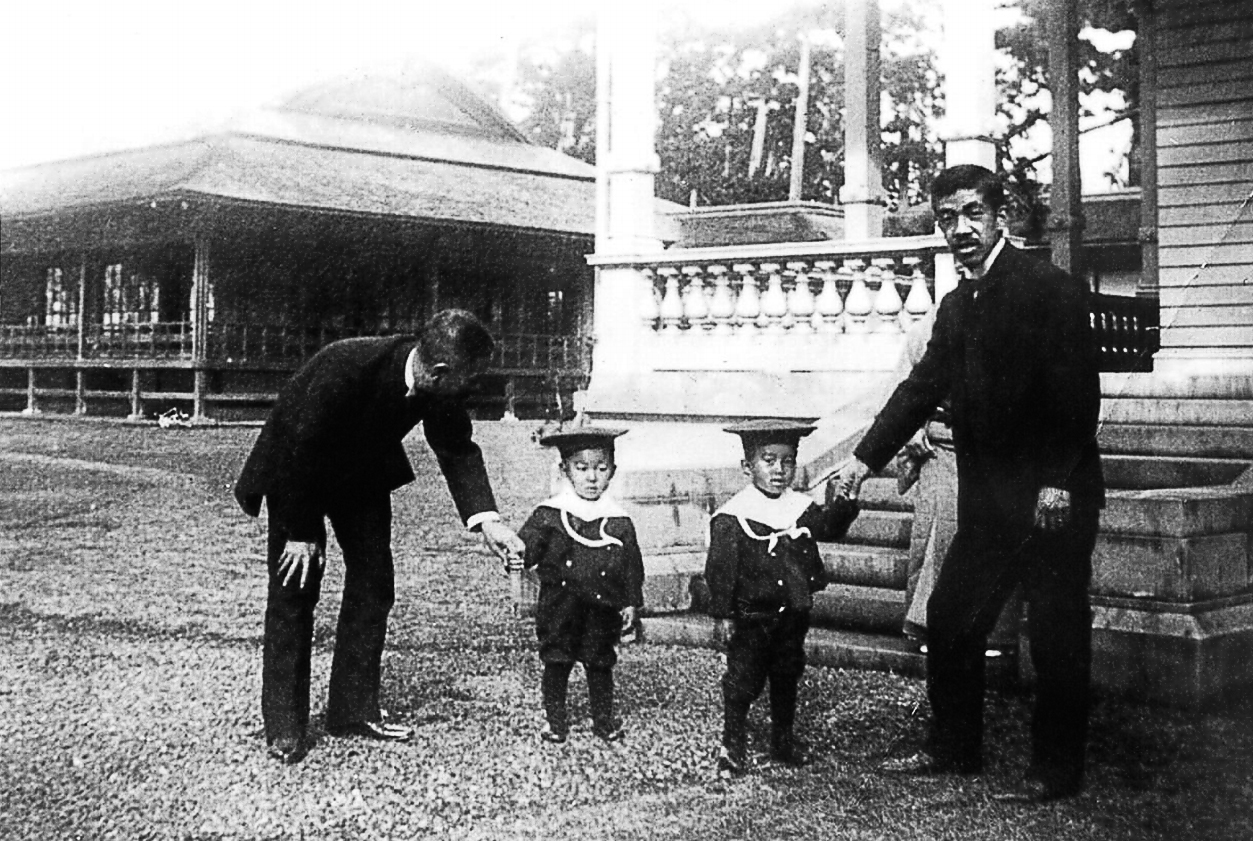
1904 r., cesarz Taishō z dziećmi: Hirohito i Yasuhito

Ze związku z cesarzową Teimei cesarz Taishō miał 4 synów:
- Hirohito Michi no Miya – 124. cesarz Japonii – cesarz Shōwa;
- Yasuhito Atsu no Miya – Chichibu no Miya
- Nobuhito Teru no Miya – Takamatsu no Miya
- Takahito Sumi no Miya – Mikasa no Miya

## Genealogia
| Cesarz Taishō | Ojciec: Cesarz Meiji                     | Dziadek: Cesarz Kōmei                         | Pradziadek: Cesarz Ninkō                      |
| Cesarz Taishō | Ojciec: Cesarz Meiji                     | Dziadek: Cesarz Kōmei                         | Prababcia: Naoko Ōgimachi (jap. 正親町雅子)   |
| Cesarz Taishō | Ojciec: Cesarz Meiji                     | Babcia: Yoshiko Nakayama (jap. 中山慶子)      | Pradziadek: Tadayasu Nakayama (jap. 中山忠能) |
| Cesarz Taishō | Ojciec: Cesarz Meiji                     | Babcia: Yoshiko Nakayama (jap. 中山慶子)      | Prababcia: Aiko Nakayama (jap. 中山愛子)      |
| Cesarz Taishō | Matka: Naruko Yanagihara (jap. 柳原愛子) | Dziadek: Mitsunaru Yanagihara (jap. 柳原光愛) | Pradziadek: ?                                 |
| Cesarz Taishō | Matka: Naruko Yanagihara (jap. 柳原愛子) | Dziadek: Mitsunaru Yanagihara (jap. 柳原光愛) | Prababcia: ?                                  |
| Cesarz Taishō | Matka: Naruko Yanagihara (jap. 柳原愛子) | Babcia: ?                                     | Pradziadek: ?                                 |
| Cesarz Taishō | Matka: Naruko Yanagihara (jap. 柳原愛子) | Babcia: ?                                     | Prababcia: ?                                  |